# Michael McCrum
Michael William McCrum (23 mai 1924 - 16 février 2005) est un universitaire et historien britannique qui est vice-chancelier de l'Université de Cambridge, maître du Corpus Christi College de Cambridge et directeur de la Tonbridge School et du Collège d'Eton.

## Biographie
McCrum est né à Alverstoke dans le Hampshire en Angleterre. Fils d'un capitaine de marine, il grandit dans les bases navales où son père est stationné. Il fait ses études à l'école Horris Hill de Newbury et Sherborne School avant de servir pendant la Seconde Guerre mondiale en tant que matelot qualifié puis sous-lieutenant dans la Royal Navy. Il obtient ensuite une bourse pour étudier les classiques au Corpus Christi College de Cambridge. Il est diplômé en 1948 avec une double mention.
Après avoir obtenu son diplôme, McCrum devient maître à la Rugby School. Il épouse la fille du directeur, Arthur Fforde, en 1952. McCrum est nommé membre de Corpus Christi en 1950 et y est tuteur sous la direction du maître, George Thomson, et est également directeur des études classiques.

### Tonbridge School
McCrum quitte Cambridge en 1962 pour devenir directeur de Tonbridge School, où il acquiert une bonne réputation et transforme l'école, en mettant l'accent sur les normes académiques et en mettant en œuvre des réformes radicales, notamment l'abolition des vieilles traditions de flagellation et de bastonnade des garçons juniors par les « praepostors » (garçons seniors). Il rend également le Corps des cadets volontaire. Le Tonbridgian (le magazine de l'école) écrit en 1967 que « Jamais il n'y a eu autant de changements en si peu de temps ».
Sa stature imposante et sa remarquable capacité à mémoriser les noms et les visages de chaque garçon (et maître) de l'école au cours de la première semaine du trimestre d'automne lui valent respect et autorité. Il décrit plus tard qu'une partie de sa tâche à Tonbridge consistait à « réduire les anachronismes stupides » et à « donner aux garçons plus de libertés, à condition qu'ils ne les prennent pas » ; les châtiments corporels, disait-il, étaient « souvent le moindre de deux maux ».
Lorsqu'il est à Tonbridge, McCrum est l'un des premiers à soutenir l'idée de bons d'éducation et il s'oppose aux propositions du Parti travailliste en matière de réforme scolaire.

### Collège d'Eton
En 1970, il devient directeur du Collège d'Eton, un poste apparemment plus prestigieux mais qui permet peut-être moins d'initiative ou d'autorité qu'à Tonbridge. Il élève les standards à Eton après l'ère d'Anthony Chenevix-Trench, dont les faiblesses le différencient de l'autodiscipliné McCrum. Le programme est modernisé et les normes académiques améliorées. Juste avant de quitter Eton, il supervise l'abolition définitive du fagage, comme il l'a fait à Tonbridge auparavant.

### Collège Corpus Christi
En 1980, McCrum retourne à Corpus Christi, Cambridge, en tant que maître, ouvrant le collège aux femmes en 1983. En 1987, il devient le dernier vice-chancelier à temps partiel de l'Université de Cambridge. Il est président de la Cambridge Society de 1989 à 1996.
Il préside le conseil d'examen des écoles d'Oxford et de Cambridge de 1981 à 1987 et la School Governing Bodies Association de 1989 à 1994.
Anglican, il est président de la Cathedrals Fabric Commission pour l'Angleterre (à partir de 1991) et membre du comité des affaires religieuses de la BBC/IBA. Alors qu'il est directeur de Tonbridge ; malgré son zèle réformateur à d'autres égards, les services religieux quotidiens formels de la chapelle restent une partie intégrante de la vie scolaire, mais il rend la fréquentation volontaire à Eton.
Il est nommé CBE en 1998.

## Vie privée
En plus d'une collection de documents historiques en latin et en grec, compilés lors de son premier séjour à Corpus Christi, il écrit une biographie de Thomas Arnold, le distingué directeur de Rugby. McCrum est décédé à Cambridge le 16 février 2005, à l'âge de 80 ans.
McCrum est marié à Christine Fforde et ils ont quatre enfants, dont l'un (Robert McCrum) est rédacteur littéraire de The Observer.

## Publications
- McCrum, Michael, Thomas Arnold, head master: A reassessment, Oxford University Press, 1989 (ISBN 0-19-211798-X, lire en ligne )
- McCrum, Michael, The Man Jesus: Fact and Legend, London, Janus Publishing Company, 2002 (ISBN 1-85756-452-9)
- McCrum, Michael; & Woodhead, A. G. (1966). Select documents of the principates of the Flavian emperors: Including the year of revolution, A.D. 68–96. Cambridge: University Press. (OCLC 6819036)OCLC 6819036